# 格鲁吉亚社会主义-联邦主义革命党
格鲁吉亚社会主义-联邦主义革命党（羅馬化：sakartvelos sotsialist'-pederalist'ta sarevolutsio p'art'ia）是格鲁吉亚历史上的一个民族主义政党。该党成立于1904年4月。该党的主要领导人是约瑟夫·巴拉托夫。该党的纲领要求格鲁吉亚在俄罗斯联邦制国家框架内实现民族自治，并倡导民主社会主义制度。该党主要以农村地区为基础，其成员几乎完全由农民和小乡绅组成。该党的政治主张得到持温和民族主义立场的知识分子、教师和学生的支持。该党主张农业问题应由自治的民族权力机构决定，而不是由中央政府决定。该党出版期刊《萨卡特韦洛》。1917年十月革命后，该党参加反对苏维埃政权的活动。在1922年苏联立法选举中，该党获得2个席位。1924年9月，该党解散。